# 無綫電視外購中國大陸劇集列表
本條目列出曾於無綫電視播放但並非由其公司所製作的外購中國大陸劇集，所購剧集一般由無綫電視粵語配音組製作粵語聲道以粵/國雙語廣播。外購中國大陸電視電影請參看無綫電視外購電影列表。

註：劇集名稱前的為該劇於無綫電視的首播日期及頻道。

## 1990年代
| 首播日期      | 頻道   | 劇名           | 演員                         | 集數 |
| 1992年4月20日 | 翡翠台 | 渴望           | 李雪健、張凱麗、黃梅瑩、孙松 | 50   |
| 1997年6月     | 翡翠台 | 香港的故事     |                              |      |
| 1999年        | 翡翠台 | 東周列國春秋篇 |                              |      |
| 1999年        | 翡翠台 | 水滸傳         | 李雪健、周野芒、臧金生       |      |

## 2000年
| 首播日期 | 頻道   | 劇名           | 演員                       | 集數 |
| 1月10日  | 翡翠台 | 康熙微服私訪記 | 張國立、鄧婕               |      |
| 7月10日  | 翡翠台 | 真情告白       | 瞿穎、胡兵、張世           |      |
| 9月4日   | 翡翠台 | 少年包青天     | 周杰、任泉、釋小龍、李冰冰 |      |

## 2001年
| 首播日期 | 頻道   | 劇名     | 演員                           | 集數 |
| 6月4日   | 翡翠台 | 大宅門   | 斯琴高娃、陳寶國               |      |
| 7月9日   | 翡翠台 | 機靈小子 | 張衛健、李冰冰、薛佳凝、羅家英 |      |

## 2002年
| 首播日期 | 頻道   | 劇名           | 演員                                         | 集數 |
| 4月8日   | 翡翠台 | 鐵齒銅牙紀曉嵐 | 張國立、張鐵林、王刚、袁立                   | 35   |
| 5月13日  | 翡翠台 | 少年包青天II   | 陆毅、釋小龍、任泉、范冰冰                   |      |
| 5月27日  | 翡翠台 | 少年張三豐     | 張衛健、李冰冰、李小璐、胡靜、張鐵林、蘇有朋 |      |

## 2003年
| 首播日期 | 頻道   | 劇名             | 演員                       | 集數 |
| 2月10日  | 翡翠台 | 笑傲江湖         | 李亞鵬、許晴、李解、苗乙乙 | 32   |
| 3月24日  | 翡翠台 | 秦始皇           | 張豐毅、高明、宋佳、劉威   | 30   |
| 12月15日 | 翡翠台 | 鐵齒銅牙紀曉嵐II | 張國立、張鐵林、王刚、袁立 | 35   |

## 2004年
| 首播日期 | 頻道 | 劇名     | 演員                                 | 集數 |
| 7月19日  | tvbE | 走向共和 |                                      | 59   |
| 12月20日 | tvbE | 天下糧倉 | 王慶祥、王亞楠、聶遠、杜雨露、杜志國 | 31   |

## 2005年
| 首播日期 | 頻道       | 劇名           | 演員                         | 集數 |
| 2月19日  | 翡翠台     | 家變           | 杜雨露、宋春丽、郭涛、李小冉 |      |
| 5月30日  | 精選劇集台 | 畫魂           | 李嘉欣、胡軍、刘烨、伊能靜   | 30   |
| 8月8日   | 精選劇集台 | 一江春水向東流 | 劉嘉玲、胡軍、袁詠儀、陳道明 |      |
| 9月6日   | 精選劇集台 | 乾隆王朝       | 焦晃、陳銳                   | 40   |
| 11月1日  | 精選劇集台 | 神捕十三娘     | 劉蓓、何美鈿                 |      |
| 12月21日 | 精選劇集台 | 乾隆下江南     | 陳浩民、佘詩曼、徐懷鈺       | 30   |

## 2006年
| 首播日期 | 頻道       | 劇名              | 演員                               | 集數                      |
| 1月2日   | 翡翠台     | 鐵齒銅牙紀曉嵐III | 張國立、張鐵林、王刚、张庭         | 35                        |
| 1月21日  | 精選劇集台 | 籃球部落          | 邱泽、張勛傑                       | 22                        |
| 2月27日  | 翡翠台     | 棟篤狀王          | 张默、黃子華、黃聖依               | 30                        |
| 7月13日  | 無綫劇集台 | 寶蓮燈            | 曹駿、舒畅、焦恩俊、林湘萍         |                           |
| 7月10日  | 翡翠台     | 神鵰俠侶          | 黃曉明、劉亦菲                     | 37（翡翠台） 41（剧集台） |
| 7月20日  | 無綫劇集台 | 七劍下天山        | 趙文卓、蔡少芬、呂良偉、梁家仁     | 39                        |
| 11月27日 | 無綫劇集台 | 越王勾踐          | 陳寶國、鮑國安、尤勇、李光潔、周揚 | 41                        |
| 12月22日 | 無綫劇集台 | 孤戀花            | 袁詠儀、李心潔、庹宗華、蕭淑慎     | 16                        |

## 2007年
| 首播日期 | 頻道       | 劇名               | 演員                                 | 集數                              |
| 1月23日  | 無綫劇集台 | 喬家大院           | 陳建斌、蔣勤勤、马伊琍               | 45                                |
| 4月26日  | 翡翠台     | 一生為奴           | 陳寶國、袁立                         | 35                                |
| 9月26日  | 無綫劇集台 | 新上海滩           | 黃曉明、孫儷、黃海波、李雪健         | 42（無綫劇集台） 35（高清翡翠台） |
| 10月29日 | 無綫劇集台 | 帶我飛帶我走       | 陳浩民、佘詩曼、郭妃麗、孟廣美       | 22                                |
| 11月23日 | 無綫劇集台 | 碧血劍             | 黃聖依、竇智孔、孫菲菲、蕭淑慎、午馬 | 30                                |
| 12月26日 | 無綫劇集台 | 我們無處安放的青春 | 佟大為、江一燕、陳道明、張歆藝       | 20                                |

## 2008年
| 首播日期 | 頻道       | 劇名     | 演員                                               | 集數                               |
| 未知     | J2         | 家有儿女 | 高亚麟、宋丹丹、杨紫、张一山、尤浩然               |                                    |
| 2月13日  | 高清翡翠台 | 家       | 黃磊、陸毅、黃奕、李小冉                           | 21                                 |
| 3月13日  | 高清翡翠台 | 新不了情 | 陳坤、薛凱琪、方中信、余安安                       | 29                                 |
| 7月26日  | J2         | 網球王子 | 秦俊杰、柏栩栩、陳澤宇、毛方圓                     | 22                                 |
| 11月6日  | 無綫劇集台 | 傷城之戀 | 霍建華、秦嵐、邊瀟瀟、錢泳辰                       | 20                                 |
| 12月4日  | 無綫劇集台 | 日月凌空 | 劉曉慶、黃聖依、焦恩俊、馬曉偉、劉文治、文清、楊子 | 62（無綫劇集台） 100（高清翡翠台） |

## 2009年
| 首播日期 | 頻道              | 劇名       | 演員                                                     | 集數                                      |
| 1月5日   | 翡翠台 高清翡翠台 | 鹿鼎記     | 黃曉明、鍾漢良、應采兒、劉孜、劉芸、胡可、何琢言、李菲兒 | 45（翡翠台、高清翡翠台） 50（無綫精選台） |
| 2月4日   | 高清翡翠台        | 包青天     | 金超群、何家勁、范鴻軒                                   | 61                                        |
| 2月16日  | 無綫劇集台        | 闖關東     | 李幼斌、薩日娜、劉向京、朱亞文、宋佳、牛莉               | 52                                        |
| 4月18日  | 無綫劇集台        | 戀愛兵法   | 金楨勳、徐若瑄、陳芷涵、袁文康、吳孟達                   | 32                                        |
| 6月29日  | 高清翡翠台        | 射雕英雄傳 | 胡歌、林依晨、袁弘、劉詩詩、李解                         | 40（高清翡翠台、翡翠台） 50（無綫精選台） |
| 11月30日 | 無綫精選台        | 女人花     | 秦海璐、劉濤、馮紹峰、涂黎曼、 張超、黃明                | 40                                        |

## 2010年
| 首播日期 | 頻道              | 劇名             | 演員                                                 | 集數                                      |
| 1月25日  | 翡翠台 高清翡翠台 | 鐵齒銅牙紀曉嵐IV | 張國立、王剛、張鐵林、袁立、閆妮、楊千嬅             | 31（翡翠台、高清翡翠台） 42（無綫精選台） |
| 2月1日   | 無綫精選台        | 跟紅頂白大三元   | 陳秀雯、廖啟智、羅家英、劉以達、江華、龔慈恩         | 106                                       |
| 4月15日  | 無綫精選台        | 母儀天下         | 袁立、黃維德、桑葉紅、 孫茜、吳軍、任東霖            | 33                                        |
| 5月11日  | 高清翡翠台        | 蝸居             | 海清、李念、张嘉译、郝平、文章                       | 33                                        |
| 7月3日   | 無綫精選台        | 中國往事         | 張國立、朱茵、趙立新、朱雨辰、宋佳、吳越             | 42                                        |
| 7月23日  | 高清翡翠台        | 倚天屠龍記       | 鄧超、安以軒、劉競、何琢言、王媛可                   | 40                                        |
| 10月11日 | 無綫精選台        | 三國             | 陳建斌、于和偉、陸毅、張博、黃維德、倪大宏           | 95（無綫精選台） 85（高清翡翠台）         |
| 10月19日 | 無綫精選台        | 鎖清秋           | 安以軒、馮紹峰、李彩華、何晟銘、米雪、伊能靜、鄧家佳 | 35                                        |

## 2011年
| 首播日期 | 頻道       | 劇名                 | 演員                                   | 集數                              |
| 1月1日   | 無綫精選台 | 杜拉拉升職記         | 王珞丹、李光潔、李彩華、陳慧珊、尚于博 | 32                                |
| 2月26日  | 無綫精選台 | 金大班               | 周渝民、范冰冰、方中信、范文芳         | 36                                |
| 3月20日  | 無綫劇集台 | 佳期如夢             | 陳喬恩、邱澤、馮紹峰、吉傑             | 32                                |
| 4月18日  | 無綫精選台 | 美人心計             | 林心如、陳鍵鋒、楊冪、王麗坤、胡杏兒   | 40                                |
| 5月4日   | 高清翡翠台 | 水滸傳               | 張涵予、嚴屹寬、呂良偉、袁詠儀         | 86                                |
| 6月13日  | 無綫精選台 | 包青天之七俠五義     | 金超群、何家勁、范鴻軒                 | 40                                |
| 8月8日   | 無綫精選台 | 包青天之碧血丹心     | 金超群、何家勁、范鴻軒                 | 40                                |
| 10月3日  | 無綫精選台 | 還珠格格之燕兒翩翩飛 | 李晟、海陸、鄧萃雯、劉雪華、林心如     | 36（無綫精選台） 30（高清翡翠台） |
| 11月22日 | 無綫精選台 | 還珠格格之風兒陣陣吹 | 李晟、海陸、鄧萃雯、劉雪華、林心如     | 38（無綫精選台） 34（高清翡翠台） |
| 12月11日 | 無綫精選台 | 裸婚時代             | 文章、姚笛、張凱麗                     | 30                                |

## 2012年
| 首播日期 | 頻道       | 劇名                 | 演員                                             | 集數                                      |
| 1月13日  | 無綫精選台 | 還珠格格之人兒何處歸 | 李晟、海陸、鄧萃雯、劉雪華、林心如               | 24（無綫精選台） 21（高清翡翠台）         |
| 2月14日  | 無綫精選台 | 大唐游俠傳           | 黃維德、何琢言、TAE、劉添月、沈曉海、路晨        | 32                                        |
| 2月16日  | 無綫精選台 | 宮                   | 楊冪、馮紹峰、何晟銘、郭羨妮、邵美琪             | 35（無綫精選台） 33（高清翡翠台、翡翠台） |
| 3月13日  | J2         | 愛情睡醒了           | 邱澤、唐嫣、戚薇、徐正曦                         | 40                                        |
| 5月9日   | 無綫精選台 | 步步驚心             | 劉詩詩、吳奇隆、鄭嘉穎、劉松仁、劉心悠           | 35                                        |
| 6月24日  | 無綫精選台 | 北京愛情故事         | 陳思成、李晨、張譯、張歆藝、佟麗婭、莫小棋、楊冪 | 39                                        |
| 7月25日  | 無綫精選台 | 傾世皇妃             | 林心如、嚴屹寬、霍建華、洪小鈴、楊祐寧           | 42（無綫精選台） 38（高清翡翠台、翡翠台） |
| 9月21日  | 無綫精選台 | 後宮                 | 安以軒、馮紹峰、楊怡、譚耀文                     | 46                                        |
| 11月22日 | 高清翡翠台 | 包青天之開封奇案     | 金超群、何家勁、范鴻軒                           | 40                                        |
| 11月26日 | 無綫精選台 | 深宮諜影             | 甘婷婷、鄭嘉穎、米雪、張兆輝                     | 37                                        |
| 12月9日  | 無綫劇集台 | 牽牛的夏天           | 彭于晏、張檬、葉熙祺、韓立、馮媛甄、張世         | 28                                        |

## 2013年
| 首播日期 | 頻道       | 劇名             | 演員                                                                         | 集數                                      |
| 1月16日  | 無綫精選台 | 西遊記           | 吳越、聶遠、徐錦江、臧金生                                                   | 60（無綫精選台） 45（翡翠台、高清翡翠台） |
| 2月2日   | 無綫劇集台 | 愛的蜜方         | 李多海、鄭元暢、李易峰、方安娜                                               | 30                                        |
| 4月6日   | 無綫精選台 | 浮沉             | 王耀慶、王志飛、白百何、張嘉譯、越                                           | 30                                        |
| 5月26日  | 煲劇2台    | 我的經濟適用男   | 佟麗婭、李光潔、杜淳、戚薇、高露、喬任梁                                     | 33                                        |
| 6月10日  | 煲劇2台    | 葉問             | 鄭嘉穎、韓雪、劉小鋒、宋洋、周秀娜、元華、梁小龍、榮光                       | 50                                        |
| 7月10日  | 煲劇1台    | S.O.P.女王       | 陳喬恩、張翰、張檬、高以翔、蔣怡、白雪、杜若溪                               | 30                                        |
| 7月21日  | 煲劇2台    | 北京青年         | 李晨、杜淳、任重、賀剛                                                       | 36                                        |
| 8月19日  | 煲劇2台    | 笑傲江湖         | 霍建華、陳喬恩、袁姍姍、陳曉、楊蓉                                           | 42（煲劇2台） 38（高清翡翠台、翡翠台）    |
| 9月4日   | 翡翠台     | 審死官           | 郭晉安、佘詩曼、薛佳凝、苑瓊丹、林嘉華                                       | 30                                        |
| 9月4日   | 高清翡翠台 | 紫釵奇緣         | 林峯、葉璇、陳怡蓉、程誠                                                     | 37（高清翡翠台、翡翠台） 43（煲劇2台）    |
| 9月18日  | 煲劇2台    | 小兒難養         | 陳思成、宋佳、萬茜、王耀慶                                                   | 35                                        |
| 10月25日 | 高清翡翠台 | 女相             | 趙麗穎、陳曉、楊蓉、喬任梁、張可頤、劉雪華                                   | 41（高清翡翠台、翡翠台） 45（華語劇台）   |
| 11月6日  | 煲劇2台    | 杜拉拉之似水年華 | 焦俊艷、王雷、翟天臨、楊恭如、陳彥妃、馨子                                   | 36                                        |
| 11月19日 | 煲劇2台    | 隋唐演義         | 嚴屹寬、張翰、姜武、杜淳、白冰、胡東、富大龍、王寶強、王建新、王力可、石天碩 | 62                                        |
| 12月23日 | 高清翡翠台 | 建元風雲         | 胡軍、佘詩曼、馬浚偉、呂良偉                                                 | 46（高清翡翠台、翡翠台） 50（華語劇台）   |
| 12月26日 | 煲劇2台    | 辣媽正傳         | 孫儷、張譯、明道、鄔君梅                                                     | 38                                        |

## 2014年
| 首播日期 | 頻道    | 劇名         | 演員                                           | 集數                           |
| 2月18日  | 煲劇2台 | 失戀33天     | 姚笛、張默、張博、沈佳妮                       | 28                             |
| 3月31日  | 煲劇2台 | 蘭陵王       | 馮紹峰、林依晨、陳曉東、胡宇威                 | 46                             |
| 5月1日   | 煲劇2台 | 步步驚情     | 吳奇隆、劉詩詩、孫藝洲、蔣勁夫、劉松仁、劉心悠 | 39                             |
| 6月3日   | 煲劇2台 | 楚漢         | 陳道明、何潤東、段奕宏、秦嵐、李依曉           | 68（煲劇2台） 80（高清翡翠台） |
| 6月25日  | 煲劇2台 | 愛的婦產科   | 朱丹、何晟銘、孫堅、魏千翔                     | 18                             |
| 9月5日   | 煲劇2台 | 宮鎖連城     | 陆毅、袁姍姍、高云翔、戴娇倩、杨蓉             | 44                             |
| 12月4日  | J2      | 幸福的麵條   | 尹施允、李菲兒、張峻寧、高曙光                 | 40                             |
| 12月10日 | 煲劇2台 | 像火花像蝴蝶 | 胡軍、江一燕、王艷、張茜                       | 35                             |

## 2015年
| 首播日期 | 頻道              | 劇名           | 演員                                                               | 集數                                    |
| 2月7日   | 煲劇2台           | 一見不鍾情     | 楊丞琳、鄭愷、張勛傑、楊壹童、邵雨薇                               | 30                                      |
| 3月14日  | 高清翡翠台        | 十月圍城       | 鍾漢良、劉小小、張曉龍、吳剛、吳孟達                               | 55（高清翡翠台、翡翠台） 60（華語劇台） |
| 4月4日   | 華語劇台          | 一男三女合租記 | 羅志祥、戚跡、吳映潔、鄭羅茜、莊濠全                               | 42                                      |
| 4月5日   | 華語劇台          | 離婚律師       | 吳秀波、姚晨、劉歡、韩雨芹、張萌、方中信、賈景暉、朱剛日尧         | 46                                      |
| 4月6日   | 華語劇台          | 風中奇緣       | 劉詩詩、彭于晏、胡歌、陳法拉、秦昊、韓棟                           | 35                                      |
| 4月26日  | 翡翠台 高清翡翠台 | 武則天         | 范冰冰、張豐毅、李治廷、張鈞甯、李解、李李仁、周海媚、任山、孫佳奇 | 75                                      |
| 5月25日  | 華語劇台          | 神鵰俠侶       | 陳曉、陳妍希、張馨予、楊明娜、鄭國霖、毛曉彤                       | 52                                      |
| 5月30日  | 高清翡翠台        | 陸小鳳與花滿樓 | 林峯、張曉龍、張檬、斕曦                                           | 43                                      |
| 8月5日   | 華語劇台          | 紅高粱         | 周迅、朱亞文、黃軒、秦海璐                                         | 60                                      |
| 8月29日  | 華語劇台          | 格子間女人     | 唐嫣、吳卓羲、莫小棋、李承鉉                                       | 30                                      |
| 9月13日  | 高清翡翠台        | 虎媽貓爸       | 趙薇、佟大为、董洁、纪姿含                                         | 45                                      |
| 9月13日  | 華語劇台          | 愛的婦產科2    | 朱丹、楊祐寧、孫堅、王笛、魏千翔                                   | 24                                      |
| 10月28日 | 華語劇台          | 少年神探狄仁杰 | 黄宗泽、戚薇、马天宇、孙骁骁、林心如、袁弘                         | 40                                      |
| 12月5日  | 華語劇台          | 長大           | 白百何、陸毅                                                       | 38                                      |
| 12月23日 | 華語劇台          | 深宅雪         | 習雪、姚奕辰、張明明、劉萌萌、劉雪華、李立群、葉童、陳美琪         | 48                                      |
| 12月28日 | 翡翠台 高清翡翠台 | 無心法師       | 韓東君、金晨、陳瑤、王彥霖、張若昀、Mike                           | 20                                      |

## 2016年
| 首播日期 | 頻道     | 劇名               | 演員                                                                                     | 集數                                        |
| 1月21日  | J2       | 微時代             | 高伟光、张云龙、李溪芮、迪丽热巴、杨诚诚、肖雨雨、张彬彬、边宇                           | 40                                          |
| 2月7日   | 華語劇台 | 一又二分之一的夏天 | Nichkhun、徐璐、蒋劲夫、魏大勋、于文文、高珑珂、何妍希、周汤豪、朱丹、周晓鸥、孟佳、李昶 | 29                                          |
| 2月29日  | 華語劇台 | 龍門飛甲           | 聂远、叶璇、张峻宁、毛俊杰、陈龙、樊少皇                                                 | 40                                          |
| 4月18日  | 華語劇台 | 羋月傳             | 孫儷、劉濤、馬蘇、方中信、黃軒、高雲翔                                                   | 81                                          |
| 4月25日  | 華語劇台 | 大漢情緣雲中歌     | Angelababy、杜淳、陆毅、陈晓、杨蓉、苏青                                                 | 45                                          |
| 5月8日   | 華語劇台 | 明若曉溪           | 曾沛慈、子閎、Evan、徐開騁、曹曦月、五熊                                                 | 30                                          |
| 5月16日  | 翡翠台   | 琅琊榜             | 胡歌、王凱、劉濤、黃維德、陳龍、吳磊                                                     | 54（myTV SUPER、精選亞洲劇台） 47（翡翠台） |
| 6月27日  | 華語劇台 | 偏偏喜歡你         | 陳喬恩、賈乃亮、黃宗澤                                                                   | 41                                          |
| 7月2日   | 華語劇台 | 他來了，請閉眼     | 霍建华、马思纯、王凱                                                                     | 24                                          |
| 8月13日  | 華語劇台 | 港媳嫁到           | 袁詠儀、高鑫、王麗雲、王一楠                                                             | 32                                          |
| 8月23日  | 華語劇台 | 五鼠鬧東京         | 陳曉、嚴屹寬、鄭爽、梁冠華、劉德凱                                                       | 42                                          |
| 9月12日  | 翡翠台   | 女醫·明妃傳        | 刘诗诗、霍建華、黄轩、金晨、袁文康、李呈媛                                               | 93（首播） 50（重播）                       |
| 10月8日  | 華語劇台 | 檸檬初上           | 劉愷威、古力娜扎、孙艺洲、张杨果而、朱泳腾、康寧                                         | 40                                          |
| 10月20日 | 華語劇台 | 偽裝者             | 胡歌、靳東、劉敏濤、王凱                                                                 | 41                                          |
| 12月16日 | 華語劇台 | 秀麗江山之長歌行   | 林心如、袁弘、李佳航、王媛可、宗峰岩、波、關智斌                                         | 50                                          |
| 12月17日 | 華語劇台 | 小丈夫             | 俞飛鴻、楊玏、張萌、田雨、許娣、韓童生、劉莉莉、關曉彤、白梓軒、韓青、張子健、塗松岩     | 43                                          |

## 2017年
| 首播日期 | 頻道     | 劇名             | 演員                                                         | 集數                                        |
| 1月10日  | J2       | 微微一笑很傾城   | 楊洋、鄭爽、毛曉彤、白宇                                     | 30                                          |
| 1月23日  | 翡翠台   | 錦繡未央         | 唐嫣、羅晉、吳建豪、毛曉彤、李心艾                           | 54（myTV SUPER） 99（翡翠台）               |
| 2月24日  | 華語劇台 | 花千骨           | 霍建華、趙麗穎                                               | 50                                          |
| 4月2日   | 華語劇台 | 如果蝸牛有愛情   | 王凱、王子文、徐悅、恆                                       | 16                                          |
| 4月30日  | 華語劇台 | 放棄我，抓緊我   | 陳喬恩、王凱、喬任梁、陳燃、張鐸                             | 39                                          |
| 5月5日   | 華語劇台 | 孤芳不自賞       | 鍾漢良、Angelababy、甘婷婷、孫藝洲、麥迪娜、鄧莎             | 62                                          |
| 5月8日   | 翡翠台   | 射鵰英雄傳       | 楊旭文、李一桐、陳星旭、孟子義                               | 52（myTV SUPER、精選亞洲劇台） 49（翡翠台） |
| 6月12日  | 翡翠台   | 三生三世十里桃花 | 楊冪、趙又廷、張智堯、迪麗熱巴                               | 58（myTV SUPER、華語劇台） 99（翡翠台）     |
| 7月9日   | 華語劇台 | 漂亮的李慧珍     | 迪麗熱巴、盛一倫、李溪芮、張彬彬                             | 40                                          |
| 7月18日  | J2       | 超少年密碼       | 易烊千璽、王俊凱、王源                                       | 25                                          |
| 8月1日   | 華語劇台 | 仙劍雲之凡       | 韓東君、古力娜扎、鄭元暢、金晨、楊彩旗、劉雅瑟               | 45                                          |
| 9月17日  | 華語劇台 | 求婚大作戰       | 張藝興、陳都靈                                               | 32                                          |
| 10月3日  | 華語劇台 | 秦時麗人明月心   | 迪麗熱巴、張彬彬、李泰                                       | 48                                          |
| 10月17日 | J2       | 慎點             |                                                              | 20（myTV SUPER） 5（J2）                    |
| 10月22日 | J2       | 慎點2            |                                                              | 20（myTV SUPER） 4（J2）                    |
| 10月26日 | J2       | 慎點3            |                                                              | 20（myTV SUPER） 6（J2）                    |
| 10月30日 | 翡翠台   | 那年花開月正圓   | 孫儷、陳曉、何潤東、任重、胡杏兒                             | 74（myTV SUPER、華語劇台） 145（翡翠台）    |
| 11月12日 | 華語劇台 | 深夜食堂         | 黃磊                                                         | 40                                          |
| 12月4日  | J2       | 無心法師II       | 韓東君、李蘭迪、陳瑤、王彥霖、Mike、高泰宇                   | 27（myTV SUPER） 22（J2）                   |
| 12月8日  | 華語劇台 | 擇天記           | 鹿晗、古力娜扎、吳倩、曾舜晞、許齡月、張峻寧、高瀚宇、林思意 | 52                                          |

## 2018年
| 首播日期 | 頻道     | 劇名                | 演員                                                             | 集數                           |
| 1月21日  | 華語劇台 | 歡樂頌              | 劉濤、蔣欣、王子文、楊紫、喬欣                                   | 42                             |
| 1月26日  | J2       | 浪花一朵朵          | 熊梓淇、譚松韻、黃聖池、王子璇                                   | 36                             |
| 2月20日  | 華語劇台 | 醉玲瓏              | 劉詩詩、陳偉霆                                                   | 56                             |
| 3月12日  | J2       | 鬼吹燈之精絕古城    | 靳東、陳喬恩                                                     | 16                             |
| 4月6日   | J2       | 河神                | 李現、張銘恩、王紫璇、陳芋米                                     | 24                             |
| 4月7日   | 華語劇台 | 歡樂頌2             | 劉濤、蔣欣、王子文、楊紫、喬欣                                   | 55                             |
| 5月9日   | 華語劇台 | 琅琊榜之風起長林    | 黃曉明、劉昊然、佟麗婭、張慧雯、吳昊宸、金澤灝、喬欣             | 50                             |
| 5月18日  | J2       | 談判官              | 楊冪、黃子韜                                                     | 41                             |
| 5月21日  | 翡翠台   | 烈火如歌            | 周渝民、迪麗熱巴、張彬彬、劉芮麟                                 | 52（myTV SUPER） 75（翡翠台）  |
| 8月6日   | 翡翠台   | 延禧攻略            | 秦嵐、聶遠、佘詩曼、吳謹言、譚卓、許凱                           | 70                             |
| 9月3日   | 翡翠台   | 三國機密之潛龍在淵  | 馬天宇、韓東君、萬茜、汪小敏、董潔、王陽明、董璇、檀健次、謝君豪 | 54（myTV SUPER） 105（翡翠台） |
| 11月3日  | 華語劇台 | 鬼吹燈之黃皮子墳    | 阮經天、徐璐                                                     | 16                             |
| 11月8日  | 華語劇台 | 海上牧雲記          | 黃軒、竇驍、周一圍、徐璐、文詠珊、張佳寧                         | 75                             |
| 11月18日 | 華語劇台 | 結愛·千歲大人的初戀 | 宋茜、黃景瑜                                                     | 25                             |

## 2019年
| 首播日期 | 頻道   | 劇名                       | 演員                                                                             | 集數                           |
| 1月18日  | J2     | 一千零一夜                 | 迪麗熱巴、鄧倫                                                                   | 48                             |
| 1月28日  | 翡翠台 | 獨孤天下                   | 胡冰卿、張丹峰、李依曉、徐正溪、應昊茗、黃文豪、鄒廷威                           | 55（myTV SUPER） 105（翡翠台） |
| 2月4日   | 翡翠台 | 皓鑭傳                     | 吳謹言、聶遠、茅子俊                                                             | 62                             |
| 2月4日   | 翡翠台 | 如懿傳                     | 周迅、霍建華、董潔、張鈞甯、李純、經超                                           | 87                             |
| 4月6日   | 翡翠台 | 小戏骨：包青天之怒铡陈世美 | 祁晟原、刘戴恩、陈荣达                                                           | 2                              |
| 4月15日  | 翡翠台 | 倚天屠龍記                 | 曾舜晞、陈钰琪、祝绪丹                                                           | 50                             |
| 4月20日  | 翡翠台 | 小戏骨：三国之反董卓联盟   | 陶奕希、李俊豪、葛奕德                                                           | 2                              |
| 5月4日   | 翡翠台 | 小戏骨：水浒传之逼上梁山   | 葛奕德、万君逸、李俊豪                                                           | 2                              |
| 5月27日  | J2     | 勇往直前戀上你             | Nichkhun、李沐宸、王子睿、王霏霏                                                 | 35                             |
| 6月1日   | 翡翠台 | 幸福一家人                 | 翟天臨、董潔、李立群、邱澤                                                       | 52（myTV SUPER） 32（翡翠台）  |
| 6月24日  | 翡翠台 | 知否知否應是綠肥紅瘦       | 趙麗穎、馮紹峰、朱一龍、施詩、張佳寧、曹翠芬、劉鈞、高露、王仁君、王一楠、李依曉 | 73（myTV SUPER） 120（翡翠台） |
| 9月10日  | J2     | 重返20歲                   | 韓東君、胡冰卿、秦漢、歸亞蕾                                                     | 26                             |
| 11月18日 | 翡翠台 | 鳳弈                       | 何泓姍、徐正溪、曹曦文、黎耀祥                                                   | 41（myTV SUPER） 34（翡翠台）  |
| 12月9日  | 翡翠台 | 獨孤皇后                   | 陳喬恩、陳曉                                                                     | 50（myTV SUPER） 100（翡翠台） |

## 2020年
| 首播日期 | 頻道   | 劇名     | 演員 | 集數                              |
| 3月2日   | 翡翠台 | 慶余年   | 張若昀、李沁、陳道明、李小冉、肖戰、辛芷蕾                                                                     | 46（myTV SUPER） 45（翡翠台、J2） |
| 9月14日  | 翡翠台 | 錦繡南歌 | 李沁、秦昊、谷嘉誠                                                                                             | 53（myTV SUPER） 48（翡翠台）     |
| 10月3日  | J2     | 在一起   | 張嘉譯、周一圍、譚卓、雷佳音、倪妮、張靜初、朱亞文、楊洋、陸毅、黃景瑜、靳東、劉敏濤、賈乃亮、鄧倫、李沁、孫儷 | 20                                |
| 12月15日 | J2     | 三十而已 | 江疏影、童瑤、楊玏、毛曉彤、李澤鋒                                                                             | 43（myTV SUPER） 30（J2）         |

## 2021年
| 首播日期 | 頻道            | 劇名           | 演員                                                                     | 集數                              |
| 1月4日   | 翡翠台          | 燕雲台         | 唐嫣、竇驍、佘詩曼、經超、譚凱、劉奕君、盧杉、季晨、寧理、盛一倫、孟子義 | 48（myTV SUPER） 39（翡翠台）     |
| 1月28日  | J2              | 無心法師III    | 韓東君、陳瑤、隋詠良                                                     | 28                                |
| 2月18日  | J2              | 以家人之名     | 譚松韻、宋威龍、張新成、涂松岩、張晞臨                                   | 40                                |
| 3月30日  | J2              | 萌妃駕到       | 金晨、汪東城                                                             | 36                                |
| 4月26日  | J2              | 贅婿           | 郭麒麟、宋軼、蔣依依                                                     | 36（myTV SUPER） 33（J2）         |
| 7月5日   | J2              | 錦心似玉       | 鍾漢良、譚松韻、何泓姍、唐曉天                                           | 45（myTV SUPER） 38（J2、翡翠台） |
| 7月29日  | 無綫財經·資訊台 | 山海情         | 黃軒、熱依扎                                                             | 23                                |
| 9月6日   | 無綫財經·資訊台 | 跨過鴨綠江     | 唐國強、丁勇岱                                                           | 40                                |
| 10月18日 | J2              | 驪歌行         | 李一桐、許凱、吳佳怡、檀健次、洪堯、何奉天、李澤鋒、王一哲、张楠、何瑞賢 | 55（myTV SUPER） 43（J2、翡翠台） |
| 11月17日 | J2              | 親愛的，熱愛的 | 楊紫、李現                                                               | 41                                |

## 2022年
| 首播日期 | 頻道     | 劇名       | 演員                                                                     | 集數                          |
| 3月21日  | 翡翠台   | 機智女法醫 | 蘇曉彤、王子奇、楊廷東、趙堯珂                                           | 36（myTV SUPER） 20（翡翠台） |
| 5月16日  | 翡翠台   | 尚食       | 許凱、吳謹言、王楚然、王一哲、張楠、何奉天、何瑞賢、劉敏、于榮光、張芷溪 | 40（myTV SUPER） 34（翡翠台） |
| 6月22日  | J2       | 隱秘的角落 | 秦昊、王景春、榮梓杉、史彭元、王聖迪、張頌文、劉琳、李夢、蘆芳生、黃米依 | 12                            |
| 7月13日  | 華語劇台 | 雪中悍刀行 | 張若昀、胡軍、李庚希、高偉光、張天愛                                     | 38                            |
| 9月5日   | 翡翠台   | 夢華錄     | 劉亦菲、陳曉、柳岩、林允、徐海喬、代旭、張曉謙、管雲鵬、李沐宸、孫祖君   | 40（myTV SUPER） 30（翡翠台） |
| 9月9日   | 華語劇台 | 理想之城   | 孫儷、趙又廷、于和偉、楊超越                                             | 40                            |
| 9月14日  | J2       | 開端       | 白敬亭、趙今麥                                                           | 15                            |
| 10月19日 | 華語劇台 | 超越       | 李庚希、胡軍、沙溢、塗松岩                                               | 29                            |
| 11月17日 | 華語劇台 | 相逢時節   | 雷佳音、袁泉、張藝興、賈乃亮、羅海瓊、梁冠華、王楚然、練練               | 38                            |
| 12月9日  | J2       | 蒼蘭訣     | 虞書欣、王鶴棣、張凌赫、徐海喬、郭曉婷、林柏叡、洪瀟、張宸逍             | 36                            |
| 12月12日 | 華語劇台 | 當家主母   | 蔣勤勤、張慧雯、楊蓉、茅子俊、徐海喬、惠英紅                             | 35                            |
| 12月25日 | 華語劇台 | 歡迎光臨   | 黃軒、白百何、朱雨辰、白宇帆                                             | 37                            |
| 12月25日 | 華語劇台 | 獵罪圖鑒   | 檀健次、金世佳                                                           | 20                            |

## 2023年
| 首播日期 | 頻道       | 劇名             | 演員                                                                                 | 集數                              |
| 1月5日   | 華語劇台   | 風起隴西         | 陳坤、白宇、聶遠、常遠、Angelababy、孫怡、俞灝明                                     | 24                                |
| 1月9日   | 翡翠台     | 飛狐外傳         | 秦俊傑、梁潔、邢菲、林雨申、何潤東、海鈴、葉項明、黃夢瑩                             | 40（myTV SUPER） 30（翡翠台）     |
| 4月17日  | 翡翠台     | 川內相親         | 白敬亭、田曦薇、陳小紜、劉冠麟、劉令姿、張曉晨、高曙光、昌隆、劉美含、范帥琦、劉萌萌 | 40（myTV SUPER） 30（翡翠台）     |
| 5月13日  | 黃金華劇台 | 霍元甲           | 趙文卓、梅婷、吳樾、祁艷、何音                                                       | 34                                |
| 5月13日  | 黃金華劇台 | 陳夢吉傳奇       | 張衛健、吳孟達、張茜、李穎、黃一飛                                                   | 27                                |
| 6月9日   | J2         | 安家             | 孫儷、羅晉                                                                           | 53（myTV SUPER） 40（J2、翡翠台） |
| 6月10日  | 華語劇台   | 天才基本法       | 雷佳音、張子楓、張新成                                                               | 34                                |
| 6月14日  | 翡翠台     | 天龍八部         | 楊祐寧、文詠珊、白澍、張天陽、蘇青、何泓姍、劉美彤、孫雅麗、高泰宇、杜厚佳           | 50（myTV SUPER） 33（翡翠台）     |
| 7月10日  | 黃金華劇台 | 大清鹽商         | 張嘉譯、俞飛鴻、張志堅、莫小棋、倪大宏                                               | 34                                |
| 7月14日  | 華語劇台   | 關於唐醫生的一切 | 秦嵐、魏大勛、黃覺、高露                                                             | 36                                |
| 7月17日  | 黃金華劇台 | 雪山飛狐         | 聶遠、朱茵、鍾欣潼、安以軒、方中信、黃秋生、譚耀文、吳卓翰                           | 40                                |
| 7月23日  | 華語劇台   | 迴廊亭           | 鄧家佳、張新成、宮正曄、梁愛琪、王艷、陳紫函                                         | 12                                |
| 8月25日  | 黃金華劇台 | 桃花扇傳奇       | 曹穎、周杰、趙靚、郭曉冬、薛佳凝、席與立、李欣凌                                     | 29                                |
| 8月28日  | 翡翠台     | 長風渡           | 白敬亭、宋軼、劉學義、張昊唯、張睿、趙子琪、沙溢、胡可、張紹剛、張晞臨               | 40（myTV SUPER） 30（翡翠台）     |
| 9月11日  | 黃金華劇台 | 肥貓尋親記I      | 陳瑩、鄭則士、斯琴高娃、李可妮、郝蕾、鮑起靜、關禮傑、蔣愷                           | 30                                |
| 9月20日  | 黃金華劇台 | 縣令黃馬褂I      | 張世、胡可、趙子琪                                                                   | 31                                |
| 9月25日  | 華語劇台   | 嫣語賦           | 喬欣、徐正溪、劉芮麟、許雅婷、戰宇、馬雅舒                                           | 34                                |
| 10月5日  | 黃金華劇台 | 聚寶盆           | 張衛健、范冰冰、張庭、高強、許還山、彭丹、梁冠華                                     | 37                                |
| 10月23日 | 黃金華劇台 | 肥貓尋親記II     | 鄭則士、方圓、歸亞蕾、楊溢、蔣愷、徐萍                                               | 30                                |
| 11月6日  | J2         | 有翡             | 趙麗穎、王一博、張慧雯、陳若軒                                                       | 51                                |
| 12月4日  | 黃金華劇台 | 一針見血         | 劉燁、左小青、李晨、黃覺                                                             | 24                                |
| 12月8日  | 翡翠台     | 神探同盟         | 井柏然、宋威龍、郭丞、洪堯、汪鐸、張舒淪                                             | 29（myTV SUPER） 15（翡翠台）     |
| 12月14日 | 華語劇台   | 愛情應該有的樣子 | Angelababy、賴冠霖、喬振宇                                                           | 30                                |
| 12月16日 | 華語劇台   | 法醫秦明之讀心者 | 張耀、湯敏、彭楚粵、馬昕墨                                                           | 28                                |
| 12月16日 | 黃金華劇台 | 醉拳蘇乞兒       | 黃日華、林心如、羅家英、連凱、午馬                                                   | 20                                |

## 2024年
| 首播日期 | 頻道       | 劇名                 | 演員                                                             | 集數                          | 備註              |
| 1月5日   | 黃金華劇台 | 再見愛人             | 陶大宇、李琳、蔣愷、詹小楠                                       | 26                            | [ 1 ] [ 2 ]       |
| 1月13日  | 華語劇台   | 兩個人的小森林       | 虞書欣、張彬彬、厲嘉琪、丁冠森                                   | 35                            | [ 3 ] [ 2 ]       |
| 1月22日  | 黃金華劇台 | 風流才子紀曉嵐       | 趙亮、宋妍、朱泳騰、宋曉娜                                       | 25                            | [ 1 ] [ 2 ]       |
| 2月12日  | 黃金華劇台 | 為愛結婚             | 李亞鵬、李小冉、張嘉譯                                           | 25                            | [ 1 ] [ 2 ]       |
| 2月17日  | 華語劇台   | 愛的二八定律         | 楊冪、許凱、李澤鋒、王子璇、湯晶媚                               | 40                            | [ 3 ] [ 2 ]       |
| 3月18日  | 黃金華劇台 | 麻辣教頭             | 李璨琛、潘娟、彭曉彤、戚跡、洪天照                               | 20                            | [ 1 ] [ 2 ]       |
| 3月25日  | 翡翠台     | 命轉皇后             | 白鹿、張凌赫、王星越、周峻緯、劉些寧、葉晞月、湯夢佳             | 38（myTV SUPER） 30（翡翠台） | [ 3 ]             |
| 3月28日  | 華語劇台   | 正好遇見你           | 郭曉東、張楠、李小冉、張博、鄭凱、孫伊涵、牛子藩、盛朗熙         | 35                            | [ 3 ] [ 2 ]       |
| 4月19日  | 華語劇台   | 沉香如屑             | 楊紫、成毅、張睿、孟子義                                         | 38                            | [ 3 ] [ 2 ]       |
| 4月28日  | 黃金華劇台 | 巴黎戀歌             | 林心如、任泉、譚俊彥、丁文琪                                     | 30                            | [ 3 ] [ 2 ]       |
| 5月2日   | 華語劇台   | 請君                 | 任嘉倫、李沁、小沈陽、昌隆                                       | 36                            | [ 3 ] [ 2 ]       |
| 5月4日   | 華語劇台   | 保護我方城主大人     | 張悅楠、嚴子賢、軒晨                                             | 24                            | [ 3 ] [ 2 ]       |
| 5月12日  | 華語劇台   | 燦爛的轉身           | 秦嵐、鄧家佳、張峻寧                                             | 20                            | [ 3 ]             |
| 5月16日  | 華語劇台   | 沉香重華             | 楊紫、成毅、張睿、孟子義                                         | 21                            | [ 3 ] [ 2 ]       |
| 5月17日  | 黃金華劇台 | 富貴臨門             | 謝園、陳法蓉、苗乙乙、張連喜、吳超、濛濛                         | 20                            | [ 3 ] [ 2 ]       |
| 5月31日  | 黃金華劇台 | 無字碑歌             | 斯琴高娃、溫崢嶸、張鐵林                                         | 40                            | [ 3 ] [ 2 ]       |
| 6月3日   | 翡翠台     | 繁花                 | 胡歌、馬伊琍、唐嫣、辛芷蕾、游本昌、鄭愷、陳龍                   | 30                            | [ 2 ]             |
| 6月7日   | 華語劇台   | 狂飆                 | 張譯、張頌文、李一桐、張志堅                                     | 39                            | [ 3 ] [ 2 ]       |
| 6月25日  | 華語劇台   | 迷航昆侖墟           | 許凱、鍾楚曦                                                     | 36                            | [ 3 ] [ 2 ]       |
| 7月13日  | 黃金華劇台 | 八歲龍爺鬧東京       | 釋小龍、焦恩俊、許還山、張恆、徐錦江                             | 21                            | [ 3 ] [ 2 ]       |
| 7月27日  | 華語劇台   | 風月變               | 呂小雨、趙弈欽、鄧凱、烏麗日格                                   | 22                            | [ 3 ] [ 2 ]       |
| 8月12日  | 翡翠台     | 射鵰英雄傳之鐵血丹心 | 此沙、包上恩、王弘毅、黃羿、周一圍、高偉光、何潤東、明道、孟子義 | 30                            | [ 3 ]             |
| 8月13日  | TVB Plus   | 甄嬛傳               | 孫儷、陳建斌、蔡少芬、蔣欣、李東學                               | 76                            | [ 3 ] [ 4 ] [ 5 ] |
| 9月12日  | 黃金華劇台 | 亂世英雄呂不韋       | 張鐵林、吳軍忱、寧靜、高虎、高亞麟、陳好                         | 29                            | [ 3 ] [ 2 ]       |
| 9月13日  | 華語劇台   | 微雨燕雙飛           | 張楠、王玉雯、孫藝洲、趙英博、劉美彤、趙晴、張垒                 | 37                            | [ 3 ] [ 2 ]       |
| 9月15日  | 華語劇台   | 漫長的季節           | 范偉、秦昊、陳明昊、李庚希、劉奕鐵、蔣奇明                       | 12                            | [ 3 ] [ 2 ]       |
| 9月21日  | 華語劇台   | 去有風的地方         | 劉亦菲、李現、牛駿峰、胡冰卿                                     | 40                            | [ 3 ] [ 2 ]       |
| 9月22日  | 黃金華劇台 | 保密局1949           | 杨溢、刘小锋、金玉婷、林京来                                     | 20                            | [ 3 ] [ 2 ]       |
| 9月23日  | 翡翠台     | 玫瑰的故事           | 劉亦菲、佟大為、林更新、萬茜、林一、彭冠英、霍建華、朱珠         | 38（myTV SUPER） 20（翡翠台） | [ 3 ]             |
| 10月9日  | 華語劇台   | 灼灼風流             | 景甜、馮紹峰、王麗坤、周翊然、徐海喬、葉盛佳、楊志雯             | 40                            | [ 3 ] [ 2 ]       |
| 10月23日 | 黃金華劇台 | 精武英雄-陳真        | 吴樾、祁艳、于荣光                                               | 32                            | [ 3 ] [ 2 ]       |
| 10月27日 | 華語劇台   | 花轎喜事             | 田曦薇、敖瑞鵬、白冰可、趙順然                                   | 24                            | [ 3 ] [ 2 ]       |
| 10月31日 | 華語劇台   | 溫暖的甜蜜的         | 宋茜、陳妍希、陸毅、經超                                         | 38                            | [ 3 ] [ 2 ]       |
| 11月9日  | 黃金華劇台 | 美梦人生             | 印小天、刘园园、李成儒、王雅捷                                   | 32                            | [ 3 ] [ 2 ]       |
| 11月9日  | 黃金華劇台 | 美麗心靈             | 李贞贤、宋春丽、谭耀文、汪芫                                     | 22                            | [ 3 ] [ 2 ]       |
| 12月4日  | 翡翠台     | 說英雄誰是英雄       | 曾舜晞、楊超越、劉宇寧、陳楚河、孟子義、孫祖君、曾一萱、羅嘉良   | 38（myTV SUPER） 22（翡翠台） | [ 3 ]             |
| 12月25日 | 華語劇台   | 神隱                 | 趙露思、王安宇、穎兒、李昀銳                                     | 40                            | [ 3 ] [ 2 ]       |

## 2025年
| 首播日期 | 頻道       | 劇名             | 演員                                                                                   | 集數                          | 備註        |
| 1月6日   | 翡翠台     | 麻辣商驕         | 宋軼、佘詩曼、李純、張國立、張超、王仁君、李俊賢                                       | 24（myTV SUPER） 16（翡翠台） | [ 3 ]       |
| 1月19日  | 華語劇台   | 非凡醫者         | 張晚意、姜珮瑤、鄭雲龍、呂曉霖、柳小海                                                 | 16                            | [ 3 ]       |
| 2月1日   | 華語劇台   | 異人之下         | 彭昱暢、侯明昊、王影璐、畢雯珺、姜珮瑤、王一哲、完顏洛絨                               | 27                            | [ 3 ] [ 2 ] |
| 2月12日  | 黃金華劇台 | 斷仇谷           | 關禮傑、祁艷、劉棟、馬精武、計春華、陳瑩、杜寧林                                       | 30                            | [ 3 ] [ 2 ] |
| 2月13日  | 黃金華劇台 | 大宋傳奇之趙匡胤 | 陳建斌、殷桃、邵峰、王繪春                                                             | 48                            | [ 3 ] [ 2 ] |
| 2月19日  | 華語劇台   | 少年歌行         | 李宏毅、劉學義、林博洋、敖瑞鵬、李欣澤、戴燕妮                                         | 40                            | [ 3 ] [ 2 ] |
| 2月26日  | 翡翠台     | 大奉打更人       | 王鶴棣、田曦薇、劉奕君、晏紫東                                                         | 40（myTV SUPER） 31（翡翠台） | [ 3 ]       |
| 3月16日  | 華語劇台   | 燦爛的轉身       | 秦嵐、鄧家佳                                                                           | 20                            | [ 3 ] [ 2 ] |
| 3月26日  | 黃金華劇台 | 風暴舞           | 陳偉霆、古力娜扎、任達華、宋妍霏                                                       | 43                            | [ 3 ] [ 2 ] |
| 3月30日  | 黃金華劇台 | 青衣             | 徐帆、潘虹、李明啟、李倩、梁冠華                                                       | 20                            | [ 3 ] [ 2 ] |
| 4月14日  | 翡翠台     | 慶餘年2          | 張若昀、李沁、陳道明、吳剛、田雨、李小冉、俞飛鴻、毛曉彤、郭麒麟、宋軼、辛芷蕾、付辛博 | 31                            |             |
| 5月4日   | 黃金華劇台 | 富贵临门         | 谢园、陈法蓉、苗乙乙、张连喜、吴超、濛濛                                               | 49                            | [ 3 ] [ 2 ] |
| 5月5日   | 翡翠台     | 浮世雙嬌傳       | 李治廷、孟子義、李藝彤、汪卓成                                                         | 40                            | [ 6 ] [ 7 ] |
| 5月8日   | TVB Plus   | 歡樂頌3          | 江疏影、楊采鈺、張佳寧、張慧雯、李浩菲、竇驍、王安宇                                   | 33                            | [ 3 ]       |
| 5月14日  | 華語劇台   | 燼相思           | 王佑碩、宋伊人                                                                         | 26                            | [ 3 ] [ 2 ] |
| 5月27日  | 華語劇台   | 三體             | 張魯一、于和偉、陳瑾、王子文、林永健、李小冉、張峻寧、王傳君                           | 30                            | [ 3 ] [ 2 ] |
| 5月27日  | 翡翠台     | 清明上河圖密碼   | 張頌文、白百何、周一圍、侯岩鬆、張耀、夏夢                                             | 26（myTV SUPER） 20（翡翠台） | [ 3 ]       |
| 6月5日   | 華語劇台   | 祈今朝           | 許凱、虞書欣、付辛博、萬鵬、白冰可、周歷傑、薛八一                                     | 36                            | [ 3 ] [ 2 ] |
| 6月24日  | 翡翠台     | 中年好翻身       | 孫儷、董子健、胡杏兒、高鑫、陳瑤                                                       | 36（myTV SUPER） 28（翡翠台） | [ 3 ]       |
| 7月8日   | TVB Plus   | 愛你             | 張凌赫、徐若晗、王宥鈞、唐九洲、黃燦燦、周益如                                         | 28                            |             |
| 7月7日   | 黃金華劇台 | 錦衣之下         | 任嘉倫、譚松韻、韓棟、葉青、路宏、姚奕辰                                               | 55                            | [ 3 ] [ 2 ] |
| 8月4日   | 翡翠台     | 藏海傳           | 肖戰、張婧儀、周奇、黃覺                                                               | 30                            |             |
| 8月16日  | 華語劇台   | 我的阿勒泰       | 馬伊琍、周依然、適、蔣奇明                                                             | 8                             | [ 3 ] [ 2 ] |
| 8月20日  | 華語劇台   | 梅花紅桃         | 關曉彤、韓東君                                                                         | 32                            | [ 3 ]       |
| 8月27日  | TVB Plus   | 歡樂頌4          | 江疏影、楊采鈺、張佳寧、張慧雯、李浩菲、竇驍、王安宇                                   | 37                            | [ 3 ]       |
| 9月15日  | 翡翠台     | 華山論劍         | 周一圍、高偉光、孟子義、陳都靈、何與、明道、何潤東、羅秋韻、哈妮克孜                   | 30（myTV SUPER） 20（翡翠台） | [ 3 ]       |

## 預定播放劇集
| 首播日期 | 頻道   | 劇名           | 演員                                                                       | 集數                                            | 備註          |
| 未定     | 未定   | 狼殿下         | 王大陆、李沁、辛芷蕾、肖戰、郭書瑤、林佑威                                 | 49                                              | [ 6 ] [ 3 ]   |
| 未定     | 未定   | 流金歲月       | 劉詩詩、倪妮、董子健、田雨、王驍、楊祐寧、楊玏                             | 38                                              | [ 6 ] [ 8 ]   |
| 未定     | 未定   | 末代廚娘       | 海陸、紀凌塵、胡杏兒、鄧麗欣                                               | 40                                              | [ 3 ]         |
| 未定     | 翡翠台 | 玉樓春         | 白鹿、王一哲、金晨、鄭湫泓、李嘉琦                                         | 43                                              | [ 6 ] [ 7 ]   |
| 未定     | 未定   | 萬水千山風雨情 | 鄭嘉穎、徐熙顏、張芷溪、劉向京                                             | 30                                              | [ 7 ]         |
| 未定     | 未定   | 我的前半生     | 靳东、馬伊琍、袁泉、雷佳音、吴越                                           | 42                                              | [ 6 ]         |
| 未定     | 未定   | 你是我的榮耀   | 楊洋、迪麗熱巴、潘粵明、胡可                                               | 32                                              | [ 6 ] [ 9 ]   |
| 未定     | 未定   | 你微笑時很美   | 許凱、程瀟、翟瀟聞、姚弛                                                   | 31                                              | [ 6 ]         |
| 未定     | 未定   | 也平凡         | 鄭愷、張國立、林峯、種丹妮                                                 | 31                                              | [ 3 ]         |
| 未定     | 未定   | 歡樂頌5        | 江疏影、楊采鈺、張佳寧、張慧雯、李浩菲、竇驍、王安宇                       | 34                                              | [ 3 ]         |
| 未定     | 未定   | 大考           | 陳寶國、王千源、胡先煦、李庚希、榮梓杉、顏丙燕                             | 22                                              | [ 3 ]         |
| 未定     | 未定   | 人生若如初見   | 李現、春夏、魏大勛、朱亞文                                                 | 40                                              | [ 3 ]         |
| 未定     | 未定   | 隱娘           | 秦嵐、鄭業成、胡連馨、杜淳、譚俊彥、天愛、孫千嵐、楊謹華                   | 24                                              | [ 3 ]         |
| 未定     | 未定   | 在你的冬夜裡閃耀 | 喬欣、馬思超、周翊然、葉筱瑋                                               | 24                                              | [ 7 ] [ 10 ]  |
| 未定     | 未定   | 古相思曲       | 張雅欽、郭迦南、全伊倫、朱林雨                                             | 14                                              | [ 3 ] [ 7 ]   |
| 未定     | 未定   | 擇君記         | 張雪迎、邢昭林、王以綸、上淇、李夢穎、虞祎傑                               | 30                                              | [ 7 ]         |
| 未定     | 未定   | 大宋少年志II   | 張新成、周雨彤、王佑碩、蘇曉彤、鄭偉、付偉倫                               | 27                                              | [ 3 ]         |
| 未定     | 未定   | 新少年包拯     | 金世康、何與、劉馨棋、肖添仁                                               | 28（TVB Anywhere、myTV SUPER） 20（海外翡翠台） | [ 7 ] [ 3 ]   |
| 未定     | 未定   | 治愈系戀人     | 羅雲熙、章若楠                                                             | 38                                              | [ 3 ]         |
| 未定     | 未定   | 春閨夢裡人       | 丁禹兮、彭小苒、易大千、何昶希、馬可、加奈、羅秋韻、阿麗亞                 | 38                                              | [ 7 ] [ 10 ]  |
| 未定     | 未定   | 蘭閨喜事       | 劉琳、李嘉琦、楊皓宇、任豪、吳佳怡、古子成、韓雲雲、昌隆、厲嘉琪、向夏     | 24                                              | [ 7 ]         |
| 未定     | 未定   | 星河長明       | 馮紹峰、彭小苒、朱正廷                                                     | 25                                              | [ 7 ] [ 10 ]  |
| 未定     | 未定   | 此刻無聲       | 白旭含、劉宴僑、趙夕汐、黃浩雯                                             | 20                                              | [ 3 ]         |
| 未定     | 未定   | 顏心記         | 羅雲熙、宋軼、陳瑤、丞磊、黃日瑩、古子成                                   | 40                                              | [ 3 ]         |
| 未定     | 未定   | 珠玉在側       | 徐璐、畢雯珺、代超、李蒙萌                                                 | 24                                              | [ 7 ]         |
| 未定     | 未定   | 又見逍遙       | 何與、楊雨潼、徐好、李川、胡意旋、葉盛佳                                   | 40                                              | [ 7 ]         |
| 未定     | 未定   | 他們的奇妙時光 | 周潔瓊、葛秋谷、李昊、張思帆                                               | 26                                              | [ 11 ]        |
| 未定     | 未定   | 奉旨寵君       | 朱麗嵐、李若天、唐書亞、韓儲鴿、鈕寶平、高雯涵                             | 3                                               | [ 7 ]         |
| 未定     | 未定   | 生活在別處的我 | 鍾楚曦、劉學義、林雨申、姚弛、劉萌萌、劉丹                                 | 20                                              | [ 11 ]        |
| 未定     | 未定   | 拂玉鞍         | 漆昱辰、吳俊霆、王川、高慧琳                                               | 24                                              | [ 11 ]        |
| 未定     | 未定   | 燦爛的風和海   | 鍾楚曦、孫陽、陳昊宇、韓東君、耿樂、倪虹潔、李施嬅、方中信、李若彤、李治廷 | 18                                              | [ 3 ]         |
| 未定     | 未定   | 我本千金       | 袁昊、姜之南、邱虹凱、祝子傑、徐紫茵                                       | 40                                              | [ 3 ]         |
| 未定     | 未定   | 他似火         | 樊治欣、楊雨希、王鈞浩、依靈                                               | 29                                              | [ 3 ]         |
| 未定     | 未定   | 女官大人多指教 | 何昶希、龔婉怡                                                             | 24                                              | [ 3 ]         |
| 未定     | 未定   | 相思令         | Angelababy、宋威龍、任豪、白冰可、姚弛                                     | 30                                              | [ 11 ] [ 10 ] |
| 未定     | 未定   | 樹下有片紅房子 | 翟瀟聞、周柯宇、楊肸子、鶴秋、周皓崎、張續振                               | 30                                              | [ 11 ]        |
| 未定     | 未定   | 亲爱的仇敌     | 高叶、陈妍希、袁弘、万鹏、芦芳生、卢东旭                                   | 24                                              | [ 11 ]        |